# Scent of a Woman - Profumo di donna
Scent of a Woman - Profumo di donna (Scent of a Woman) è un film del 1992 diretto da Martin Brest, con protagonista Al Pacino. È largamente ispirato all'omonimo film del 1974, diretto da Dino Risi e interpretato da Vittorio Gassman, e tratto dal romanzo Il buio e il miele (1969) di Giovanni Arpino.

## Trama
Charlie Simms studia presso la prestigiosa Baird School nel New England e, al contrario della maggior parte dei suoi compagni, non proviene da una famiglia agiata. Per pagarsi il viaggio in aereo che gli consenta di tornare in Oregon dalla famiglia per Natale, Charlie accetta un lavoro temporaneo durante il week-end della festa del ringraziamento: una donna le chiede di badare a suo zio, Frank Slade, un tenente colonnello in pensione, cieco e dal carattere scorbutico, nonché dedito all'alcool. L'uomo si rivela fin da subito assai ostile nei confronti di sua nipote e della famiglia di lei.
Poco prima di svolgere il suo incarico, Charlie, insieme a George Willis Jr., un altro studente, assiste alla preparazione di uno scherzo che viene perpetrato ai danni del preside, Mr. Trask; questi, che si ritrova dunque con l'auto vandalizzata, apre un'inchiesta e mette sotto pressione i due testimoni affinché rivelino i nomi dei colpevoli. Per di più, Trask minaccia di togliere a Charlie la borsa di studio per Harvard, mentre George ha poco da temere essendo suo padre uno dei finanziatori della scuola.
Durante i giorni di festa il giovane, tormentato da questa situazione, trascorre il proprio tempo con il colonnello, che lo trascina a sorpresa a New York, al Waldorf-Astoria Hotel, rivelandosi un uomo dalla personalità poliedrica: a tratti irascibile e spigoloso, in altri momenti bonario e autoironico, in altri ancora irresistibile seduttore di donne, che sono una delle sue grandi passioni insieme al Jack Daniel's e alle Ferrari. Durante la prima cena insieme, Frank comunica a Charlie le sue sconcertanti intenzioni per il fine settimana: consumare un buon pasto all'Oak Room dell'Hotel Plaza, bere un vino di classe, andare a trovare suo fratello, fare l'amore con una bella donna e infine suicidarsi.
Il giorno del Ringraziamento, i due si recano a casa del fratello di Frank a White Plains, dove il colonnello impressiona i commensali con aneddoti sconci. Suo nipote Randy, profondamente adirato, risponde svelando che Frank non è rimasto cieco combattendo valorosamente bensì facendo giochetti di prestigio con le granate. Mentre rientrano a New York Charlie menziona il problema scolastico che sta affrontando e Frank, intuendo che George spiffererà tutto, consiglia al suo accompagnatore di fare lui la spia per primo, così da non compromettere la sua carriera scolastica. Quella sera si fermano in un ristorante e il colonnello, percependo il profumo di una ragazza seduta poco distante, intuisce che ella stia aspettando un uomo con cui ha appuntamento. Nell'attesa, le propone di ballare un tango, e i due danzano appassionatamente davanti agli altri commensali. La serata si conclude con Frank che fa sesso con un'escort d'alta classe, completando quindi gli obiettivi che si era preposto.
Il giorno seguente, per combattere l'insolito abbattimento morale di Frank, Charlie lo porta a fare un giro su una Ferrari Mondial T Cabriolet noleggiata per l'occasione. Il colonnello insiste per guidare e alla fine il giovane acconsente, ma presto la velocità consentita viene superata e un poliziotto li ferma, salvo poi lasciarli andare senza accorgersi che alla conduzione del veicolo c'è un non vedente. Nello stesso pomeriggio Frank, nuovamente abbattuto dalla mancanza di obiettivi, prima si butta a piedi nel traffico venendo miracolosamente schivato dalle auto, poi manda Charlie a comprargli i sigari in modo da potersi suicidare in solitudine. Il giovane, però, insospettito, torna in tempo e, in un eroico atto di coraggio, dissuade il colonnello dall'intenzione di spararsi alla testa.
Terminato il rocambolesco weekend, l'intera Baird School viene convocata in assemblea da Trask per discutere gli ultimi avvenimenti. George testimonia contro gli autori dello scherzo pur accennando informazioni sommarie, lasciando a Charlie la patata bollente. A sorpresa Frank irrompe nell'edificio e assume la difesa del suo accompagnatore in loco parentis; il colonnello, durante un veemente e memorabile intervento, accusa la scuola di preparare leader disonesti, accenna a tentativi di corruzione e invita a lodare l'integrità morale di Charlie, che si è rifiutato di fare la spia. Il giovane viene infine scagionato dalla commissione di disciplina, lasciando Trask profondamente deluso, mentre a George non vengono riconosciuti meriti per la sua testimonianza. Uscito dall'assemblea, Frank viene raggiunto da una professoressa che ne elogia il discorso; lui risponde riconoscendo il profumo che lei porta e lasciando intendere il desiderio di reincontrarla.
Charlie accompagna infine a casa il colonnello, il quale saluta amorevolmente i figli di sua nipote che giocano nel cortile. 

### Personaggi
- Frank Slade nasce a New York, e ha un fratello maggiore, W.R. Slade, commesso viaggiatore. È un uomo dalla personalità complessa: a tratti irascibile, altre volte poetico, e grande donnaiolo. Arruolatosi nell'esercito, presta servizio nello staff di Lyndon B. Johnson, sotto il comando del generale Abrahams. Raggiunto il grado di tenente-colonnello, dopo 26 anni di servizio, di cui 4 passati in Vietnam, viene assegnato a Fort Benning, dove insegna il combattimento corpo a corpo insieme al maggiore Vincent Squires. Un giorno, entrambi ubriachi, fanno un numero da giocoliere con una serie di bombe a mano prive della sicura. Il colonnello Slade, promuovibile a generale, ne perde una e la conseguente esplosione lo ferisce gravemente agli occhi, facendolo diventare cieco, mentre Squires "se la cavò bene". Dopo essere stato per un periodo in un pensionato per ciechi di New York, si trasferisce a Boston, dalla nipote, figlia del fratello W.R. In occasione del Giorno del ringraziamento, la nipote e il marito vanno infatti a casa di parenti e lui rifiuta di seguirli.

- Charles Simms è un giovane originario di Gresham e studente presso la Baird School di Boston, un istituto che vanta molti studenti giunti alla leadership del mondo politico alla Casa Bianca e in India, oltre che nel mondo economico e commerciale. A differenza dei suoi colleghi, provenienti da famiglie facoltose, Charles è di famiglia medio-borghese (i suoi gestiscono un piccolo supermarket) e ha anche qualche problema nei rapporti con il patrigno. Preso di mira dagli scherzi dei suoi compagni più abbienti, arrotonda il suo modesto patrimonio accettando piccoli lavori domestici come accompagnatore. Ingenuo e provinciale, non si rende conto di essere in gamba ed è in preda a un dilemma morale tra la denuncia di alcuni compagni e il proprio interesse personale: l'ultimo giorno di scuola, prima della festa del Ringraziamento, Charles scopre casualmente alcuni studenti suoi compagni che vandalizzano la nuova automobile del preside, professor Trask, con un palloncino pieno di vernice che esplodendo rovina irrimediabilmente l'auto. Trask lo convoca nel suo ufficio e gli propone un subdolo accordo: se farà i nomi dei colpevoli, lui lo segnalerà all'università di Harvard come studente promettente, anche se non privilegiato socialmente. Al Pacino espresse a Chris O'Donnell questo giudizio: «Nonostante io non ti vedessi, mi sono accorto che eri grande».

## Produzione

### Sceneggiatura
Rispetto alla sceneggiatura originale scritta da Dino Risi e da Ruggero Maccari, la sceneggiatura americana di Bo Goldman amplia maggiormente la storia del ragazzo, evidenziando i motivi di risentimento sociale e di presa di coscienza di quest'ultimo, e dilata la durata del film da 102 a 157 minuti, ma tenendo desta l'attenzione dello spettatore fino alla fine. Mentre il film italiano termina con lo sventato suicidio del colonnello, Scent of a Woman offre al protagonista Al Pacino un'ulteriore occasione di alta recitazione quando, rispettando uno schema del cinema americano classico, gli fa pronunciare la difesa del giovane di fronte agli studenti e al Consiglio di disciplina della Baird School.
Al Pacino studiò la parte del tenente-colonnello Frank Slade con cura, conquistando una grande conoscenza del mondo dei non vedenti. Prese contatti con l'Associated Blind e la Lighthouse, due rinomate associazioni per non vedenti di New York, ponendo agli associati domande su come avevano perduto la vista e come vivevano senza di essa. Alla Lighthouse apprese le azioni quotidiane di un cieco, dall'uso del bastone allo sviluppo del senso di orientamento, come versarsi da bere, accendersi un sigaro, trovarsi una sedia e servirsi di un'agenda telefonica. Al Pacino inoltre incontrò Vittorio Gassman, che aveva precedentemente interpretato il ruolo del capitano Fausto Consolo in Profumo di donna, per ottenere consigli e suggerimenti su come affrontare la parte.

### Riprese
Scent of a Woman è stato girato principalmente nello stato di New York, in particolare a Brooklyn, DUMBO, Long Island, Manhattan e New York, con alcune scene e scatti realizzati nel New Jersey tra dicembre 1991 e aprile 1992. Le riprese all'interno della scuola sono state girate all'Università di Princeton e alla Ethical Culture Fieldston School di New York, quelle esterne alla Emma Willard School di Troy. Alcune riprese sono state effettuate all'Aeroporto Internazionale di Newark-Liberty. Molte scene sono state girate all'hotel di lusso Waldorf-Astoria di New York e per non ostacolare le normali attività dell'hotel, le riprese hanno avuto luogo di notte.
Il regista Martin Brest, ha giudicato la sua esperienza con Al Pacino con questa frase: «Ci sono pochi attori tramite i quali Dio si esprime, e Al Pacino è uno di questi.»
Paul Pellicoro, coreografo, ha giudicato Al Pacino come un vero artista disciplinato, con una sorprendente predisposizione al ballo del tango.

## Distribuzione
Il film è uscito negli Stati Uniti il 23 dicembre 1992 in una distribuzione limitata, per poi uscire in ampia distribuzione l'8 gennaio 1993; mentre in Italia, il 26 febbraio successivo.

## Accoglienza
Il film ha ricevuto commenti molto positivi da parte della critica. Il film è stato infatti premiato agli Oscar così come ai Golden Globe dove è stata lodata in particolar modo l'interpretazione di Pacino. Il film è stato anche un successo al botteghino, incassando circa 63 milioni di dollari negli Stati Uniti e 71 milioni di dollari all'estero, per un totale di circa 134 milioni di dollari in tutto il mondo, a fronte di un budget di 31 milioni di dollari.

## Colonna sonora
Il tema musicale ricorrente nel film (la seconda parte del tango, la prima parte della musica durante la sequenza del giro in Ferrari e la musica finale) è un brano tratto da Luci della città di Charlie Chaplin, intitolato La violetera e composto da José Padilla; anche nel film di Chaplin la protagonista è cieca. Nella scena di tango, il titolo dello stesso è Por una cabeza (Per un'incollatura), canzone del 1935 di Carlos Gardel. Si tratta della corsa di un cavallo paragonato alla corsa della vita e all'amore per una donna.

### Tracce
1. Main Title - Thomas Newman
2. A Tour Of Pleasures - Thomas Newman
3. Tract House Ginch - Thomas Newman
4. 45 In 25 - Thomas Newman
5. Balloons - Thomas Newman
6. Cigars Part Two - Thomas Newman
7. Por Una Cabeza - The Tango Project (scritta da Carlos Gardel e Alfredo Le Pera)
8. Long Gray Line - Thomas Newman
9. The Oakroom - Thomas Newman
10. Park Ave - Thomas Newman
11. Witnesses - Thomas Newman
12. Beyond Danger - Thomas Newman
13. La Violetera - The Tango Project
14. Other Plans - Thomas Newman
15. Assembly - Thomas Newman
16. Fleurs De Rocaille - Thomas Newman
17. End Title - Thomas Newman

## Riconoscimenti
- 1993 - Premio Oscar
  - Miglior attore protagonista ad Al Pacino
  - Candidatura Miglior film a Martin Brest
  - Candidatura Migliore regia a Martin Brest
  - Candidatura Miglior sceneggiatura non originale a Bo Goldman
- 1993 - Golden Globe
  - Miglior film drammatico
  - Miglior attore in un film drammatico a Al Pacino
  - Migliore sceneggiatura a Bo Goldman
  - Candidatura Miglior attore non protagonista a Chris O'Donnell
- 1994 - Premio BAFTA
  - Candidatura Migliore sceneggiatura non originale a Bo Goldman
- 1993 - American Cinema Editors
  - Candidatura Miglior montaggio a Michael Tronick, William Steinkamp e Harvey Rosenstock

- 1993 - Chicago Film Critics Association Award
  - Miglior performance rivelazione a Chris O'Donnell
  - Candidatura Miglior attore protagonista a Al Pacino
- 1994 - BMI Film & TV Award
  - Miglior colonna sonora a Thomas Newman
- 1993 - Casting Society of America
  - Candidatura Miglior casting a Ellen Lewis
- 1992 - New York Film Critics Circle Award
  - Candidatura Miglior attore protagonista a Al Pacino
- 1993 - Writers Guild of America
  - Candidatura WGA Award a Bo Goldman